# Пхочхон
Пхочхо́н (кор. 포천시?, 抱川市?, Pocheon-si) — город в провинции Кёнгидо, Южная Корея.

## История
Во времена династии Когурё на территории Пхочхона находился уезд Махоль (Махольгун). После того, как государство Силла захватило эти земли, Махоль сменил название на Кёнсон (Кёнсонгун). В эпоху Объединённого Силла, в 941 году, Пхочхон получил современное название, однако уже в 995 году уезд Пхочхон вошёл в состав соседнего уезда Янджу. В эпоху династии Чосон Пхочхон вновь появился на карте, имея статус «хён». Статус города был получен Пхочхоном в 2003 году.

## География
Город располагается на севере Южной Кореи, на границе с КНДР. На юге граничит с городом Намъянджу, на западе — с Янджу, Тондучхоном и Йончхоном, на востоке — с Капхёном. Северную границу города образует граница между Северной и Южной Кореей. Местность преимущественно гористая, богатая гидроресурсами.
Климат Пхочхона, как и климат всего Корейского полуострова, муссонный. Лето тёплое и влажное, зима относительно прохладная и сухая. Среднегодовая температура — 10,2 ℃.

## Туризм и достопримечательности
- Буддийский храм Хыннёнса периода Силла. Расположен на горе Пэгунсан на высоте 904 метров над уровнем моря.[3]
- Буддийский храм Чаинса. Расположен на горе Мёнсонсан, был основан монахом Хебоном. Основная достопримечательность храма — большая каменная статуя Будды.[4]
- Развалины древней крепости Панволь. Панволь был военной крепостью начиная с эпохи Трёх государств, однако в эпоху династии Чосон был заброшен. Существуют письменные свидетельства того, что Панволь был одним из стратегических пунктов армии Кунъе, основателя древнекорейского государства Тхэбон. Общая длина каменной крепостной стены — 1080 метров.[5]
- Множество горных туристических маршрутов — Пхочхон является одним из центров горного туризма страны.[6]
- Озеро Санджонхо — живописное озеро, расположенное в горной долине. Несколько водопадов. Ежегодно привлекает до 700 тыс. туристов со всей страны. В марте 1977 года озеро получило статус национальной туристической зоны.[7]
- Серные горячие источники в районе Ильдон — в настоящее здесь расположен спа-курорт.[8]
- Пхочхонский древесный питомник — здесь произрастает 2844 вида растений, включая 1660 видов деревьев и 1184 вида трав. При питомнике работает музей, в котором собрано более 28 тыс. экспонатов местной флоры, а также зоопарк.[9]
- Пхочхонский фестиваль женьшеня. Женьшень выращивается в Пхочхоне со времён династии Корё, сейчас Пхочхон является одним из центров женьшеня в стране. Фестиваль проводится каждый год во вторую субботу октября. В программе — выступления музыкальных коллективов, ярмарка.[10]

## Города-побратимы
Пхочхон имеет несколько городов-побратимов. Данные с официального сайта города:
- Хокуто, префектура Яманаси, Япония — с 2003.
- Хуайбэй, провинция Аньхой, Китай.
- Коканд, Ферганская область, Узбекистан — с 2018[12].

## Символы
Как и остальные города и уезды в стране, Пхочхон имеет ряд символов:
- Дерево: сосна — символизирует долголетие и единение горожан.
- Цветок: хризантема — выбрана символом поскольку на территории Пхочхона впервые был обнаружен вид хризантем Chrysanthemum zawadskii.
- Птица: мандариновая утка — символизирует гармонию в браке.
- Маскоты: мудрецы и философы Осон и Ханым.